# Gervais Banshimiyubusa
Gervais Banshimiyubusa (ur. 9 września 1952 w Gisuru) – burundyjski duchowny katolicki, arcybiskup metropolita Bużumbury od 2018.

## Życiorys
Święcenia kapłańskie przyjął 4 lipca 1981. W latach 1983–1986 studiował teologię dogmatyczną na rzymskim Papieskim Uniwersytecie Urbaniana. W latach 1998–2000 był rektorem seminarium duchownego w Gitedze.

### Episkopat
10 maja 2000 roku został mianowany przez papieża Jana Pawła II biskupem koadiutorem diecezji Ngozi. Sakrę przyjął 16 września tegoż roku z rąk biskupa tejże diecezji, Stanislasa Kaburungu. 14 grudnia 2002, po rezygnacji biskupa Kaburungu, objął rządy w diecezji.
24 marca 2018 papież Franciszek mianował go arcybiskupem metropolitą Bużumbury.
W latach 2011-2017 był przewodniczącym Konferencji Episkopatu Burundi.